# Thomas W. Lamb
Pour les articles homonymes, voir Lamb.
Thomas White Lamb (1870 - 1942) est un architecte américain spécialisé dans la construction de théâtres et de cinéma à la fin du XIXe et au début du XXe siècle. Il est célèbre pour avoir édifié le Ziegfeld Theatre et le James Earl Jones Theatre de New York, le Madison Square Garden III et la transformation de l'Auditorium de Québec (renommé Théâtre Capitol peu après) en 1927.
Parmi ses autres œuvres, se trouvent l'Ohio Theatre, l'United Palace (en), le RKO Keith's Theater (en), le Palace Theatre (en) à Columbus, Ohio et le RKO Hamilton Theater Landmark.